# Hernádnémeti
Hernádnémeti nagyközség Borsod-Abaúj-Zemplén vármegyében, a Miskolci járásban. Miskolctól 14 kilométerrel délkeletre esik.

## Fekvése
Az Északi-középhegységben helyezkedik el, a megyeszékhely Miskolctól alig 14 kilométerre kelet-délkeletre, a Hernád mellett. Belterülete és közigazgatási területének túlnyomó része a folyó bal parti oldalán helyezkedik el, de mintegy 2,5 négyzetkilométernyi terület hozzá tartozik a jobb parti oldalról is.
Tengerszint feletti magassága: 120 méter.

### Megközelítése
Legfontosabb közúti megközelítési útvonala, az ország távolabbi részei felől a 37-es főút, melyről Hernádkaknál dél felé (Miskolc irányából jobbra) letérve, alig 2 kilométer után érhető el a központja.
A környező települések közül Gesztellyel, illetve Kesznyétennel a 3607-es, Tiszalúccal a 3608-as út köti össze. Határszélét északkeleten érinti még a 3723-as út is.
A hazai vasútvonalak közül a Budapest–Sátoraljaújhely-vasútvonal érinti, melynek azonban nincs megállási pontja a határai között. A legközelebbi vasúti csatlakozási lehetőséget így a vonal Hernádnémeti-Bőcs vasútállomása kínálja, mely a központjától mintegy 2 kilométerre délre helyezkedik el, Bőcs belterületének északkeleti részén.
Autóbusszal a Volánbusz 3731-es járatával közelíthető meg Miskolc, illetve Tiszaújváros irányából.

## Története
Korábban nagyközségként Zemplén vármegye Szerencsi járásához tartozott.
A falu az Árpád-korban települt be. A tatárjáráskor teljesen kihalt. Ezért 1254-ben németeket telepítettek e helyre, innen kapta a jelenlegi nevét.
A török hódoltság idején ismét kipusztult, 1567-ben puszta helyként szerepelt a krónikákban. Fokozatosan újra benépesült és 1596-ban a Rákóczi birtokok közé került. Ebben az időben kerültek hajdúk a településre és ekkor lett reformátussá.
Az első ismert református lelkésze 1598-ban Maklári Demeter volt. Az 1707-es ónodi országgyűlésen II. Rákóczi Ferenc megerősítette Hernádnémeti község lakosait egyik telkének használatába.
A II. Carolina resolutiót követően, 1735-ben itt választották meg és szentelték a tiszáninneni egyházkerület első református püspökét, Szentgyörgyi Sámuelt (Hejce 1663. – ? 1745).
Az eredeti templom a 16. század elején épülhetett. Többször bővítették, de 1892-ben veszélyessé vált és le kellett bontani. Ennek helyén épült a jelenlegi református templom 1895-ben.
A Rákóczi-szabadságharc bukása után Rákóczi Juliannáé lett a község. 1730-ban III. Károly király a település egyik felét Meskó Jakabnak, másik felét az Almássy családnak adományozta.
1768-ban Meskó Jakab báró építette a mai is álló templomot, a melyet özvegye, Fáy Mária bővíttetett ki. A plébánia anyakönyvei 1768-ig nyúlnak vissza.

## Közélete

### Polgármesterei
- 1990–1994: Szilágyi György (független)[3]
- 1994–1998: Szilágyi György (független)[4]
- 1998–2002: Orosz Zsolt (független)[5]
- 2002–2006: Orosz Zsolt (független)[6]
- 2006–2010: Orosz Zsolt (független)[7]
- 2010–2014: Dr. Orosz Zsolt (független)[8]
- 2014–2019: Dr. Orosz Zsolt (független)[9]
- 2019–2024: Dr. Orosz Zsolt (független)[10]
- 2024– : Dr. Orosz Zsolt (független)[1]

A településen az 1998-as önkormányzati választás érdekessége volt, hogy hárman is elindultak a képviselőségért Nagy László néven [egyikük a polgármesteri posztért is], őket ezért részben a helyi szervezetekhez való kötődésük, részben a foglalkozásuk alapján különböztették meg a hivatalos választási dokumentumokban, az SE., a TSZ. és a Vill.szer. utótagok feltüntetésével.

## Népesség
A település népességének változása:
| Lakosok száma | 3520 | 3481 | 3421 | 3470 | 3397 | 3502 | 3487 |
|               | 2013 | 2014 | 2015 | 2021 | 2022 | 2023 | 2024 |

2001-ben a település lakosságának 86%-a magyar, 14%-a cigány nemzetiségűnek vallotta magát. Emellett 2% szlovák nemzetiségű.
A 2011-es népszámlálás során a lakosok 93%-a magyarnak, 12,7% cigánynak, 0,3% németnek, 0,2% románnak mondta magát (7% nem válaszolt; a kettős identitások miatt a végösszeg nagyobb lehet 100%-nál). A vallási megoszlás a következő volt: római katolikus 49%, református 28,3%, görögkatolikus 3%, evangélikus 0,3%, felekezeten kívüli 5,3% (13,7% nem válaszolt).
2022-ben a lakosság 91,7%-a vallotta magát magyarnak, 4,7% cigánynak, 0,1-0,1% ukránnak, szlovénnek és németnek, 2,1% egyéb, nem hazai nemzetiségűnek (8,2% nem nyilatkozott; a kettős identitások miatt a végösszeg nagyobb lehet 100%-nál). Vallásuk szerint 33,2% volt római katolikus, 21,8% református, 2,4% görög katolikus, 0,1% egyéb keresztény, 0,3% evangélikus, 5,6% felekezeten kívüli (35% nem válaszolt).

## Oktatás
- Általános, Magyar-Angol Két Tanítási Nyelvű és Alapfokú Művészetoktatási Iskola.Az iskola honlapja. Archiválva 2009. március 28-i dátummal a Wayback Machine-ben

## Sport
- Uszoda.
- A településnek saját futballcsapata van.

## Látnivalók
- Római katolikus templom (1768)
- Református templom (1895) (neoklasszicista stílusú)
- Munk-kastély (1929)

## Környező települések
Bőcs (4 km), Hernádkak (4 km), Tiszalúc (8 km), a legközelebbi város: Felsőzsolca (15 km).

## Itt születtek, itt éltek
- itt született 1843. december 7-én Czakó Kálmán, magyar botanikus, orvos.
- itt született 1947. november 13-án Fésüs László, Széchenyi-díjas magyar orvos, biokémikus, sejtbiológus, egyetemi tanár, a Debreceni Egyetem rektora, Magyar Tudományos Akadémia. rendes tagja